# 賴秀雄
賴秀雄（？—），台灣電影工作者，國立臺灣藝術大學電影系，作品有《陽光普照》、《一路順風》、《大佛普拉斯》、《小美》。

## 奖项
| 年份   | 頒獎典禮           | 獎項     | 影片         | 結果 |
| ------ | ------------------ | -------- | ------------ | ---- |
| 2019年 | 第56屆金馬獎       | 最佳剪輯 | 陽光普照     | 獲獎 |
| 2020年 | 第14屆亞洲電影大獎 | 最佳剪輯 | 陽光普照     | 提名 |
| 2020年 | 第57屆金馬獎       | 最佳剪輯 | 同學麥娜絲   | 提名 |
| 2020年 | 第57屆金馬獎       | 最佳剪輯 | 消失的情人節 | 獲獎 |
| 2021年 | 第15屆亞洲電影大獎 | 最佳剪輯 | 消失的情人節 | 提名 |
| 2021年 | 第23屆台北電影獎   | 最佳剪輯 | 消失的情人節 | 獲獎 |
| 2021年 | 第58屆金馬獎       | 最佳剪輯 | 瀑布         | 提名 |

## 外部連結
- 賴秀雄在香港影庫上的簡介
- 賴秀雄在台灣電影網上的資料（繁體中文）